# North Casper Clubhouse
La North Casper Clubhouse est un bâtiment américain à Casper, dans le comté de Natrona, au Wyoming. Construite en 1938-1939 par la National Youth Administration dans le style Pueblo Revival, elle est inscrite au Registre national des lieux historiques depuis le 18 février 1994.